# Dekanat
Dekanat je zajednica više župa u biskupiji koje su područno i upravno povezane u cjelinu da bi se zajedničkim radom unaprjeđivala pastoralna briga za župe dekanata. Na čelu je dekanata dekan.